# 皇后飯店
皇后飯店（英語：Queen's Cafe），香港著名俄菜餐廳，始創於1952年，原址在北角英皇道。六零年代搬到銅鑼灣利園山道，電影《阿飛正傳》曾在此取景。因為主理人于永富年邁健康欠佳，飯店在1994年10月31日結業。可是結業三個月後，于永富的兒子于德義及其太太曾佩珊，在銅鑼灣希慎道，重開皇后飯店。